# Jan Szczodrowski
Jan Teodor Szczodrowski (ur. 9 listopada 1889 w Pułtusku, zm. 16 września 1962 w Częstochowie) – polski polityk, prezydent Zawiercia w latach 1934–1937, prezydent Częstochowy w latach 1937–1939.

## Biografia
Syn Józefa i Reginy. Uczęszczał do szkoły realnej i gimnazjum w Warszawie. W 1905 roku uczestniczył w strajku szkolnym. W 1907 roku zdał maturę i podjął studia w Wyższej Szkole Handlowej w St. Gallen. 
Następnie został zawodowym żołnierzem. Uczestniczył w wojnie polsko-bolszewickiej. 3 maja 1922 został zweryfikowany w stopniu majora ze starszeństwem z 1 czerwca 1919 i 15. lokatą w korpusie oficerów administracji, dział kontroli administracyjnej. W latach 1923–1924 był szefem Ekspozytury Wojskowej Kontroli Generalnej przy Dowództwie Okręgu Korpusu Nr I w Warszawie. W 1934, jako oficer stanu spoczynku pozostawał w ewidencji Powiatowej Komendy Uzupełnień Warszawa Miasto III.
W 1920 roku ukończył Szkołę Nauk Politycznych w Warszawie. Był dyrektorem warszawskich przedsiębiorstw: Miejskiej Piekarni Mechanicznej oraz Miejskiego Zakładu Zaopatrzenia m. Warszawy. W 1925 roku podjął pracę w Urzędzie Wojewódzkim w Lublinie. W latach 1934–1937 był prezydentem Zawiercia, natomiast w latach 1937–1939 pełnił funkcję prezydenta Częstochowy. W 1945 roku został aresztowany przez Urząd Bezpieczeństwa Publicznego, zwolniony rok później.